# Nantung
Nantung (kínaiul 南通市) prefektúra szintű város Kínában, Csiangszu tartományban. Lakosainak száma 7 726 635 fő (2020).

## Népesség
| 2010 | 7 283 622 |
| 2020 | 7 726 635 |

## Közlekedés

### Helyi
A városban metróhálózat is üzemel 2021 óta.

## Testvérvárosok
- Troisdorf
- Swansea
- Tojohasi
- Jersey City
- Kimdzse
- Civitavecchia
- Rimouski
- São José do Rio Preto